# Sexy People
Sexy People è un brano musicale di Arianna Bergamaschi, cantato in collaborazione con Pitbull.
La canzone è usata in uno spot per promuovere la Fiat 500 negli USA ed è presente nel videogioco Forza Motorsport 5.
Esistono tre versioni della canzone, in italiano, inglese e spagnolo.
Il testo contiene delle parti della canzone Torna a Surriento, di Ernesto e Giambattista De Curtis.

## Tracce
Download digitale
1. "Sexy People (The Fiat Song)" – 3:28
2. "Sexy People [Italian Version]" – 3:17
3. "Sexy People [Spanish Version]" – 3:27

## Classifiche
| Classifica (2013)                     | Posizione |
| ------------------------------------- | --------- |
| Belgium (Ultratip Wallonia)           | 18        |
| US Billboard Hot 100                  | 97        |
| US Hot Dance Club Songs (Billboard)   | 5         |
| US Dance/Electronic Songs (Billboard) | 14        |